# Chester-le-Street (district)
Chester-le-Street was tot 1 april 2009 een Engels district in Durham en telt 53.692 inwoners. De oppervlakte bedraagt 67,6 km². Hoofdplaats was Chester-le-Street.
Van de bevolking is 15,4% ouder dan 65 jaar. De werkloosheid bedraagt 3,1% van de beroepsbevolking (cijfers volkstelling 2001).

## Bekende inwoners

### Geboren
- Adam Hunt (1993), darter